# RIA+ (Тернопіль)
RIA+ — газета, обласний тижневик, видання української медіа-компанії «RIA». 

## Відомості
Виходить у місті Тернопіль від 28 січня 1999 року.
Була найбільша за обсягом газета Тернопільщини — 80 сторінок (2008).

### Тираж
- 2007 — 19600
- 2018 — 22196.

## Редактори
- О. Рябчун
- Л. Красновська (квітень 2006—серпень 2006)
- О. Юркова (серпень 2006—?)
- Н. Колтун (березень 2018—травень 2019)
- Н. Бурлаку

## Рубрики
17 жовтня 2024 анонімні інтернет-групи  поширили неправдиву інформацію про загибель  журналіста RIA+ , використовують персональний рахунок третьої особи для шахрайських дій та збору коштів.